# Eridu
Eridu (klinopis: NUN.KI; sumerski: eridu(ki); akadski: iritu; arapski: العربية) je drevni sumerski grad, današnji Tel Abu Šahrain, 11 km jugozapadno od Ura, (Di-Kar (pokrajina), južni Irak). Eridu se dugo smatrao najstarijim gradom u južnoj Mezopotamiji, te se čak i danas pokušava dokazati da je riječ o najstarijem gradu na svijetu.
Smješten 12 km jugo-zapadno od Ura, Eridu je bio najjužniji od konglomerata sumerskih gradova koji su se organizirali oko hramova, gotovo na doseg oka jedan od drugoga. U sumerskoj mitologiji, Eridu je ispočetka bio dom Enkija, za koga se držalo da je osnovao grad, kasnije na akadskom znanom kao Ea. Njegov hram zvao se E-Abzu, s obzirom na to da se vjerovalo kako je Enki živio u Abzu ("Dubokom oceanu"), jednom vodonosniku iz kojeg se razvio sav život prema sumerskoj mitologiji.
Eridu je 2016. godine, zajedno s još šest lokaliteta pod nazivom „Ahvar u južnom Iraku”, upisan na UNESCO-ov popis mjesta svjetske baštine u Aziji kao „jedan od tri arheološka lokaliteta mezopotamijskih gradova iz vremena vladavine Sumerana, između 4. i 3. tisućljećja prije Krista u jednom od najvećih kopnenih sustava ušća u krajnje vrućem i suhom okolišu”.

## Povijest
Po sumerskoj mitologiji Eridu je bio jedan od pet gradova koji su izgrađeni prije potopa. Izgleda da je bio najranije sumersko naselje i da je najverojatnije osnovan oko 5400. pr. Kr. na samom ušću rijeke Eufrat u Perzijski zaljev. Akumulacijom mulja obala se pomakla tijekom sljedećih tisućljeća, tako da je grad danas podosta udaljen od mora.
Prema Gwendolynu Leicku Eridu je osnovan na spoju tri različita ekosustava i tri različita životna stila. Najstarije poljoprivredno naselje temeljilo se na intenzivnoj poljoprivredi s navodnjavanjem. Karakteristična je bila gradnja kanala i kuća od blatnih cigli. Druga kultura su bili ribari koji su obitavali u nastambama od trske. Trećoj kulturi pripadalo je nomadsko stanovništvo s ovcama i kozama, a obitavali su u šatorima. Kate Fielden kaže da je najranije naselje iz 5000. pr. Kr. i da je izraslo u značajan grad do 2900. pr. Kr., te da je pokrivao oko 8 do 10 hektara. Fielden dalje navodi da je grad do 2050. pr. Kr. izgubio svoj značaj. Ima veoma malo dokaza da je grad bio nastanjen poslije toga. Osamnaest hramova od blatnih cigli, jedan na drugom, nalazi se na mjestu nezavršenog zigurata vladara Amar-Sina (vladao od oko 2047. pr. Kr. - 2039. pr. Kr.).
Arheološka iskapanja Eridua su izveli Iračani iz iračkog antičkog departmana između 1946. i 1949. god. Ispod terase sa sumerskim hramovima ustanovljeno je 19 kulturnih slojeva. Najstariji slojevi pripadaju tzv. Eridu-kulturi (druga polovica VI. tisućljeća pr. Kr.) koju obilježava keramika fine obradbe, ukrašena crveno ili tamnosmeđe slikanim geometrijskim uzorcima: kasniji slojevi pripadaju kulturama Hadži Mohamed i Obeid (prethodila sumerskoj kulturi), a otkriveni su ostatci hramova na platformi s prilaznom rampom. To su građevine od opeke s velikom dvoranom okruženom manjim prostorijama i oltarima; grobovi su također zidani opekom.  Jedan od njih je i Enkijev hram, poznat kao E2-abzu („kuća kozmičkih voda”) i bio je smješten na rubu močvare, tj. jednog abzua. Neki spremnici svete vode u babilonskim i asirskim hramovima također su nazivani abzu („apsu“).

## Vanjske poveznice
- Eridu na atlastours.net (engl.) Pistupljeno 24. srpnja 2016.
- USPON I PAD NAJVEĆIH SVJETSKIH GRADOVA: Pogledajte fascinantni pregled ljudske povijesti  Arhivirana inačica izvorne stranice od 31. srpnja 2016. (Wayback Machine), net.hr, 27. lipnja 2016., Pistupljeno 24. srpnja 2016.